# On the Nose
 (novembre 2020).
Si vous disposez d'ouvrages ou d'articles de référence ou si vous connaissez des sites web de qualité traitant du thème abordé ici, merci de compléter l'article en donnant les références utiles à sa vérifiabilité et en les liant à la section « Notes et références ».
Pour plus de détails, voir Fiche technique et Distribution.
On the Nose est un film irlando-canadien sorti en 2001.

## Fiche technique
- Titre : On the Nose
- Réalisation : David Caffrey
- Scénario : Tony Philpott
- Photographie : Paul Sarossy
- Pays d'origine : Canada - Irlande
- Genre : comédie
- Date de sortie : 2001

## Distribution
- Dan Aykroyd : Dr Barry Davis
- Robbie Coltrane : Delaney
- Brenda Blethyn : Mrs.Delaney
- Tony Briggs : Michael Miller
- Jim Norton : Patrick Cassidy
- Sinead Keenan : Sinead Delaney
- Don Baker : Barclay
- Glynis Barber : Anthea Davis
- Zara Turner : Carol Lenahan